# Vuilleminia megalospora
Vuilleminia megalospora är en svampart som beskrevs av Bres. 1926. Vuilleminia megalospora ingår i släktet Vuilleminia och familjen Corticiaceae.   Inga underarter finns listade i Catalogue of Life.